# Toxopsoides
Toxopsoides là một chi nhện trong họ Toxopidae, được mô tả đầu tiên bởi Raymond Robert Forster & C. L. Wilton năm 1973. Chi này ban đầu được xếp vào họ Toxopidae, chúng được chuyển đến họ Toxopidae năm 2017.

## Các loài
Tính đến  tháng 5 năm 2019 it contains four species:
- Toxopsoides erici Smith, 2013 – Australia (Queensland, New South Wales)
- Toxopsoides huttoni Forster & Wilton, 1973 (type) – Southeastern Australia, New Zealand
- Toxopsoides kathleenae Smith, 2013 – Australia (New South Wales)
- Toxopsoides macleayi Smith, 2013 – Australia (New South Wales)